# 塞拉菲尔德

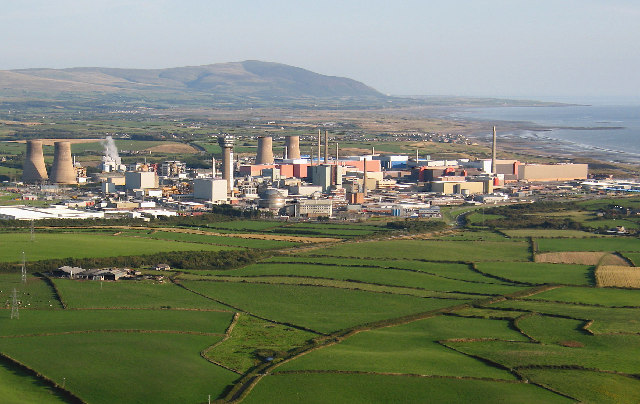
塞拉菲爾德遠景

塞拉菲尔德（Sellafield） ，原名温斯凯尔（ Windscale ），是英国坎布里亚郡海岸靠近锡斯凯尔（ Seascale）的一个大型多功能核设施。截至 2022 年 8 月，主要活动是核废料处理和储存以及核退役。以前的活动包括1956年至2003年的核发电，以及1952年至2022年的核燃料后处理。

## 事故
1957 年，塞拉菲尔德发生了核事故「溫斯喬火災」，在国际核事件分级中被评为5级。該事件由一號反應堆内的鈾金属燃料点燃而引起。放射性污染被释放到环境中，估计长期会导致约240种癌症，其中100至240种是致命的。
2023年12月5日，据衛報报道，该设施早在2019年就已经开始泄露核污水。